# Loubha FC
Der Loubha Football Club de Télimélé, auch bekannt als Loubha FC, ist ein 2007 gegründeter guineischer Fußballverein aus Télimélé. Aktuell spielt der Verein in der ersten Liga.

## Erfolge
- Guineischer Zweitligavizemeister: 2019  ▲, 2023  ▲

## Stadion
Die Heimspiele werden im Stade Régional de Kindia in Kindia ausgetragen. Das Stadion hat ein Fassungsvermögen von 2500 Personen.